# 建昭
建昭（前38年—前34年）是西汉时期汉元帝刘奭（“奭”音同“氏”，拼音“shì”）的第3个年号，共计5年。

## 起止时间
辛德勇推测，永光六年七至八月间改元建昭。

## 大事记
- 建昭二年－－高句丽建国。

## 纪年表
| 建昭 | 元年   | 二年   | 三年   | 四年   | 五年   |
| ---- | ------ | ------ | ------ | ------ | ------ |
| 公元 | 前38年 | 前37年 | 前36年 | 前35年 | 前34年 |
| 干支 | 癸未   | 甲申   | 乙酉   | 丙戌   | 丁亥   |

## 参看
- 中國年號索引

| 前一年號： 永光 | 西漢年號 建昭 | 下一年號： 竟宁 |